# Ircinia strobilina
Ircinia strobilina är en svampdjursart som först beskrevs av Jean-Baptiste Lamarck 1816.  Ircinia strobilina ingår i släktet Ircinia och familjen Irciniidae.
Artens utbredningsområde är Karibiska havet. Inga underarter finns listade i Catalogue of Life.